# 인타 클리모비차
인타 클리모비차(라트비아어: Inta Kļimoviča, 1951년 12월 14일 ~ )는 라트비아의 육상 선수로 주로 400m에서 활약했다.
클리모비차는 리가의 VSS 바르파에서 훈련했다. 그녀는 소련을 대표하여 1976년 몬트리올 올림픽에 나가 1600m 계주에서 자신의 팀 동료 류드밀라 악시오노바, 나탈리야 소콜로바, 나데즈다 일리나와 함께 동메달을 획득하였다.
그녀는 1974년 유럽 선수권 대회에서 동메달을 따고, 1975년 하계 유니버시아드에서 은메달을 땄다. 또한 1975년 소련 선수권 대회에서 우승하였다.

## 참조
- Sports Reference